# Milene Domingues
Milene Domingues (née le 18 juin 1979 à São Paulo) est un mannequin et footballeuse brésilienne.
Elle est la première femme de la star du football Ronaldo avec qui elle a eu un fils, Ronald. Ronaldo et Milene se sont mariés en avril 1999 et ont divorcé en septembre 2003. Elle a signé en faveur du club espagnol du Rayo Vallecano mais a toujours joué pour le club italien de Fiamma Monza. Domingues a aussi été surnommé Ronaldinha par la presse espagnole et a été classée parmi les meilleures joueuses d'Europe. L'ancienne top model détient aussi le record de jongles féminin en effectuant 55 197 avec un ballon.

## Anecdotes
- Elle est bouddhiste[1].
- Elle porte le numéro 22 dans son équipe nationale.
- Elle mesure 1 mètre 67 et pèse 65 kg.